# Lycosella annulata
Lycosella annulata là một loài nhện trong họ Lycosidae.
Loài này thuộc chi Lycosella. Lycosella annulata được Eugène Simon miêu tả năm 1900.